# Imprenditore agricolo
Nell'ordinamento italiano, l'imprenditore agricolo è un tipo di imprenditore, definito all'articolo 2135 del codice civile, che investe il suo capitale in attività di tipo agricolo favorendo tipicamente l'allevamento del bestiame e lo sviluppo di prodotti agricoli, così come la nascita di nuove fattorie e/o imprese agricole.

## Evoluzione storica
L'articolo 2135 del codice civile italiano, nel definire la figura dell'imprenditore agricolo, nella versione originaria recitava:
Si reputano connesse le attività dirette alla trasformazione o all'alienazione dei prodotti agricoli, quando rientrano nell'esercizio normale dell'agricoltura.»
Successivamente, con l'articolo 1, comma 1, del decreto legislativo 18 maggio 2001, n. 228 (recante "Orientamento e modernizzazione del settore agricolo, a norma dell'articolo 7 della legge 5 marzo 2001, n. 57"), è stato modificato l'articolo 2135 del codice civile, che attualmente recita:
Per coltivazione del fondo, per selvicoltura e per allevamento di animali si intendono le attività dirette alla cura ed allo sviluppo di un ciclo biologico o di una fase necessaria del ciclo stesso, di carattere vegetale o animale, che  utilizzano o possono utilizzare il fondo, il bosco o le acque dolci, salmastre o marine.
Si intendono comunque connesse le attività, esercitate dal medesimo imprenditore agricolo, dirette alla manipolazione, conservazione, trasformazione, commercializzazione e valorizzazione che abbiano ad oggetto prodotti ottenuti prevalentemente dalla coltivazione del fondo o del bosco o dall'allevamento di animali, nonché le attività dirette alla fornitura di beni o servizi mediante l'utilizzazione prevalente di attrezzature o risorse dell'azienda normalmente impiegate nell'attività agricola esercitata, ivi comprese le attività di valorizzazione del territorio e del patrimonio rurale e forestale, ovvero di ricezione ed ospitalità come definite dalla legge.
Lo stesso decreto legislativo n. 228/2001, all'articolo 1, comma 2, aggiunge inoltre che:

## Novità introdotte dal decreto legislativo n. 228/2001
La distinzione tra attività agricole propriamente dette e attività connesse all'attività agricola è stata mantenuta
anche dopo la riforma del 2001. Viene chiarito che si può avere attività agricola anche prescindendo dalle attività di cura e sviluppo di un ciclo biologico o di una sua fase necessaria (animale o vegetale), direttamente legate al fondo, al bosco, alle acque dolci, salmastre o marine.
Questo significa che la cura e lo sviluppo del ciclo biologico o di una sua fase necessaria (animale o vegetale) che è l'essenza della attività agricola può essere sganciato dallo sfruttamento del fondo, bosco o dalle acque. Rientrano quindi fra le attività agricole anche l'orticoltura, la floricoltura, l'allevamento di animali in batteria, l'allevamento di cavalli o animali da pelliccia, l'attività cinotecnica, l'acquacoltura.
Il termine bestiame del vecchio art. 2135 che è direttamente legato alla terra è stato sostituito con il concetto di animali molto più flessibile e non direttamente legato alla terra.

## Attività connesse all'attività agricola

### Vecchia definizione
i) quelle dirette alla trasformazione o alienazione di prodotti agricoli che rientrano nell'esercizio normale dell'agricoltura.
ii) tutte le altre attività accessorie esercitate in connessione con la coltivazione del fondo, la selvicoltura e l'allevamento del bestiame.

### Nuova definizione
Il nuovo art. 2135 (terzo comma) amplia la categoria di attività agricole per connessione includendovi attività che hanno carattere commerciale oggettivo e che quindi dovrebbero essere attività commerciali ex art. 2195.
Tali attività sono (art. 2135 terzo co.):
- le attività esercitate dal medesimo imprenditore agricolo, dirette alla manipolazione, conservazione, trasformazione, commercializzazione e valorizzazione di prodotti ottenuti prevalentemente da un'attività agricola;
- le attività dirette alla fornitura di beni o servizi mediante l'utilizzazione prevalente di attrezzature o risorse dell'azienda normalmente impiegate nell'attività agricola esercitata comprese le attività di valorizzazione del territorio e del patrimonio rurale e forestale e l'agriturismo.

Al fine della identificazione di attività connesse è quindi necessaria la contemporanea presenza di due condizioni o requisiti:
- chi esercita attività connesse deve già essere imprenditore agricolo, ossia svolgere quelle attività agricole previste al primo comma dell'art. 2135 (è imprenditore commerciale chi produce vino con uva altrui).
- l'attività connessa deve essere coerente con l'attività essenziale (produzione vino sulla base dell'uva proveniente dal proprio fondo e non produzione di vino se si è allevatori di vacche)

È tuttavia considerata attività connessa, ad esempio, l'acquisto di uva da vinificare se si è già produttori di uva per aumentare il quantitativo di vino se il proprio mercato lo richiede oppure direttamente l'acquisto di vino purché la quantità acquistata non superi la quantità prodotta dalla propria azienda.